# Love. Angel. Music. Baby.
Love. Angel. Music. Baby – pierwszy solowy album muzyczny amerykańskiej wokalistki Gwen Stefani, nagrany w 2004 roku.
Płyta Love. Angel. Music. Baby. została nominowana do nagrody Grammy w kategoriach: "Album of the Year" i "Best Pop Album". Album rozszedł się na świecie w ilości 7 mln egzemplarzy.
Od tytułu płyty została nazwana stworzona przez nią firma odzieżowa – L.A.M.B..

## Lista utworów
1. "What You Waiting For?" – 3:41
2. "Rich Girl" (z Eve) – 3:56
3. "Hollaback Girl" – 3:20
4. "Cool" – 3:09
5. "Bubble Pop Electric" (z Johnny Vulture) – 3:42
6. "Luxurious" – 4:24
7. "Harajuku Girls" – 4:51
8. "Crash" – 4:06
9. "The Real Thing" – 4:11
10. "Serious" – 4:48
11. "Danger Zone" – 3:36
12. "Long Way to Go" (z André 3000) – 4:34